# SunPower
SunPower Corporation é uma empresa estadunidense que desenvolve e produz células solares de alta eficiência a partir de silício cristalino para telhados e painéis solares com base numa tecnologia criada na Universidade de Stanford. Suas ações são negociadas na NASDAQ e compõem o índice DJUSEN.

## História
Adquiriu a PowerLight Corporation em janeiro de 2007 tornando-se grande fornecedora de equipamentos de energia solar em grande escala. Em fevereiro de 2010 adquiriu a empresa europeia SunRay Renewable Energy por 277 milhões de dólares. Em abril de 2011 a TotalEnergies comprou 60% da SunPower por 1,38 bilhões de dólares.